# 22-й Северокаролинский пехотный полк
22-й Северокаролинский пехотный полк (22nd North Carolina Infantry) представлял собой один из пехотных полков армии Конфедерации во время Гражданской войны в США. Полк прошёл все сражения Северовирджинской армии от Севен-Пайнс до Аппоматтокса и участвовал в «атаке Пикетта» под Геттисбергом.

## Формирование
Полк был сформирован 11 июля 1861 года около Роли (Северная Каролина) и первоначально назывался 12-й Северокаролинский добровольческий полк (12th North Carolina Volunteers). Роты полка были набраны в округах Колдуэлл, Макдауэлл, Сурри, Эш, Джилфорд, Эллени, Кэсвелл, Стокс и Рэндольф. Полк начали формировать из 12-ти рот, но рота С была переведена в 28-й Северокаролинский пехотный полк как рота А, а рота D была переведена в 26-й Северокаролинский, как рота А. Первым командиром полка стал Джонстон Петтигрю, подполковником — Джон Лонг (выпускник Вест-Пойнта), майором — Томас Голуэй, выпускник Вирджинского военного института. На момент формирования полк насчитывал 1000 человек в 10 ротах.

## Боевой путь
Почти сразу после формирования полк был направлен к Ричмонду, а оттуда — в северную Вирджинию к Эванспорту, где простоял осень и зиму. В марте полк состоял в бригаде Самуэля Френча и был отведён от Потомака к реке Раппаханок, оттуда — на Вирджинский полуостров, а затем отведён к Ричмонду. Там полковник Петтигрю получил звание бригадного генерала, и полковником стал Чарльз Лайтфут, в прошлом — подполковник 6-го Северокаролинского полка. Под его командованием полк участвовал в сражении при Севен-Пайнс, где сражался в бригаде Петтигрю, в составе дивизии Густавуса Смита. В этом бою попали в плен генерал Петтигрю и полковник Лайтфут, погиб капитан роты «А», Томас Джонс, а общие потери полка составили 147 человек.
После сражения полк был реорганизован. Южнокаролинец Джеймс Коннер стал полковником, капитан Роберт Грей стал подполковником, а капитан Коламбус Коль стал майором. Полк свели с 16-м, 34-м и 38-м Северокаролинскими полками в новую бригаду, которую возглавил генерал Уильям Пендер.
В бригаде Пендера полк прошёл Семидневную битву, в частности, сражение при Механиксвилле 26 июня, где был тяжело ранен полковник Коннор и командование принял подполковник Грей. Полк участвовал в боях при Гэинс-Милл и при Глендейле. После завершения компании на полуострове 22-й Северокаролинский вместе со всей «Лёгкой дивизией Хилла» был переброшен в северную Вирджинию и участвовал в сражении при Кедровой горе, где был атакован федеральной кавалерией. Вскоре подполковник Грей выбыл из строя по болезни и его заменил майор Коль, который командовал полком во втором сражении при Булл-Ран и при Шантильи.
Когда началась Мерилендская кампания полк участвовал в осаде Харперс-Ферри, откуда был переброшен к Шарпсбергу у успел принять участие в финале сражения при Энтитеме. После отступления армии от Шарпсберга полк участвовал в арьергардном бою у Шефердстауна. Вскоре после этого боя в стой вернулся подполковник Грей. До 22 ноября дивизия Хилла простояла под Мартинсбергом, затем была переброшена к Фредериксбергу, куда прибыла 2 декабря и 13 декабря участвовала в сражении при Фредериксберге.
Полк провёл всю зиму под Фредериксбергом. Полковник Коннор вернулся в полк, хотя рана пока не позволяла ему исполнять свои обязанности. 16 марта он умер. Майор Коль после этого был произведён в подполковники.
В мае полк участвовал в сражении при Чанселорсвиле, где понёс тяжёлые потери. Были ранены полковник Коль и майор Оделл, было убито и ранено 219 рядовых и 26 (из 33) офицеров.